# Alex Highsmith
Alex Highsmith (* 7. August 1997 in Wilmington, North Carolina) ist ein US-amerikanischer American-Football-Spieler auf der Position des Linebackers. Aktuell spielt er für die Pittsburgh Steelers in der National Football League (NFL).

## Frühe Jahre
Highsmith wurde in Wilmington geboren, wo er auch aufwuchs. Er besuchte dort die Eugene Ashley High School, an der er in der Football-, Basketball- und Baseballmannschaft der Schule aktiv war. In der Footballmannschaft kam er zumeist in der Defense zum Einsatz, so erreichte er in seinem dritten Highschooljahr 68 Tackles und wurde zum MVP seines Teams gewählt. Im folgenden Jahr wurde er zum Kapitän der Mannschaft ernannt und nach Ende der Saison erneut zum MVP gewählt. Daneben war er auch im Baseball erfolgreich. Nichtsdestotrotz erhielt Highsmith keine Stipendienangebote, um an einer Universität College Football spielen zu können. Deswegen entschied er sich, als Walk-on an die University of North Carolina at Charlotte zu gehen. In seinem ersten Jahr kam er so auch zu keinem Einsatz und wurde geredshirted. In seinem zweiten Jahr entwickelte er sich jedoch zum Stammspieler und konnte so auch nachträglich noch ein Stipendium der Universität erhalten. Insgesamt kam er für sein Team in 45 Spielen zum Einsatz, bei denen er 185 Tackles und 21 Sacks verzeichnen konnte. Highsmith wurde aufgrund seiner guten Leistungen 2018 und 2019 ins First-Team All-C-USA berufen. Daneben stellte er mehrere Schulrekorde ein, unter anderem in Sacks pro Spiel, Saison und Karriere. Allerdings existiert die Footballmannschaft der Universität auch erst seit 2015. Mit seiner Mannschaft konnte er außerdem das erste Bowl-Spiel in der Geschichte der University of North Carolina at Charlotte erreichen: 2019 trafen sie im Bahamas Bowl auf die University at Buffalo. Das Spiel wurde allerdings mit 9:31 verloren.

## NFL
Beim NFL Draft 2020 wurde Highsmith in der 3. Runde an 102. Stelle von den Pittsburgh Steelers ausgewählt. Sein NFL-Debüt gab er direkt am 1. Spieltag der Saison 2020 beim 26:16-Sieg gegen die New York Giants, bei dem er auch einen Tackle verzeichnete. Am 8. Spieltag konnte er beim 28:24-Sieg gegen die Baltimore Ravens die erste Interception seiner Karriere fangen: Kurz nach Beginn des 3. Quarters fing er einen Pass von Lamar Jackson tief in der Hälfte der Ravens ab. Am 9. Spieltag konnte er zudem seinen ersten Sack beim 24:19-Sieg gegen die Dallas Cowboys an Garrett Gilbert verzeichnen. Am 13. Spieltag rückte Highsmith bei der 17:23-Niederlage gegen das Washington Football Team erstmals in die Startformation der Steelers, blieb dort aber auch bis Saisonende. Bei der 22:24-Niederlage gegen die Cleveland Browns am 17. Spieltag konnte er erneut einen Sack verzeichnen, diesmal an Quarterback Baker Mayfield, und erreichte zudem 9 Tackles, sein Saisonhöchstwert. Da die Steelers in dieser Saison 12 Spiele gewannen und nur 4 verloren, konnten sie die AFC North gewinnen und sich somit für die Playoffs qualifizieren. Dort debütierte Highsmith bei der 37:48-Niederlage gegen die Cleveland Browns in der 1. Runde, bei der er ebenfalls in der Startformation stand und 2 Tackles verzeichnen konnte. Insgesamt konnte Highsmith in seiner Rookie-Saison in allen 16 Spielen der Regular Season zum Einsatz kommen, davon in 5 als Starter, und dabei 48 Tackles, 2 Sacks und eine Interception verzeichnen.
In der Saison 2021 wurde er schließlich zum festen Stammspieler in der Defense der Steelers. Am 6. Spieltag konnte er beim 23:20-Sieg gegen die Seattle Seahawks mit 1,5 Sacks erstmals mehr als einen Sack in einem Spiel an Quarterback Geno Smith verzeichnen. Am 10. Spieltag gelangen ihm beim 16:16-Unentschieden gegen die Detroit Lions insgesamt 11 Tackles, bis dato seine Karrierehöchstleistung. Am darauffolgenden Spieltag konnte er bei einer 37:41-Niederlage gegen die Los Angeles Chargers erneut 1,5 Sacks verzeichnen, diesmal an Quarterback Justin Herbert. Am 17. Spieltag konnte er dies schließlich noch einmal übertreffen, indem er beim 26:14-Sieg gegen die Cleveland Browns 2 Sacks an Quarterback Baker Mayfield erreichte. Dies ist auch bis dato seine Karrierehöchstleistung an Sacks in einem Spiel. Da die Steelers in der Saison 9 Spiele gewannen und dabei bei einem Unentschieden nur sechs verloren, konnten sie sich wie bereits in der Vorsaison für die Playoffs qualifizieren. Dort trafen sie in der 1. Runde auf die Kansas City Chiefs. In dem Spiel konnte Highsmith zwar einen Sack an Quarterback Patrick Mahomes verzeichnen, seinen ersten in der Postseason, allerdings die 21:42-Niederlage auch nicht verhindern. So schieden die Steelers wie bereits im Vorjahr in der 1. Runde aus.
Auch in die Saison 2022 ging Highsmith als Stammspieler in der Defense der Steelers. Direkt am 1. Spieltag konnte er beim 23:20-Sieg gegen die Cincinnati Bengals drei Sacks an deren Quarterback Joe Burrow verzeichnen, sein neuer Karrierehöchstwert an Sacks in einem Spiel. Außerdem konnte er einen Fumble erzwingen. Am 10. Spieltag konnte er beim 20:10-Sieg gegen die New Orleans Saints zwei Sacks an Andy Dalton sowie einen Fumble von ihm erzwingen. Darüber hinaus gelangen ihm fünf Tackles. Für diese Leistung wurde er zum AFC Defensive Player of the Week ernannt. Am letzten Spieltag der Regular Season konnte Highsmith erneut mehr als zwei Sacks verzeichnen, beim 28:14-Sieg gegen die Cleveland Browns gelangen ihm insgesamt 2,5 Sacks an deren Quarterback Deshaun Watson. Trotz neun Siegen bei acht Niederlagen konnten sich die Steelers nicht für die Playoffs qualifizieren. Mit insgesamt 14,5 Sacks und fünf erzwungenen Fumbles war er der erfolgreichste Spieler der Steelers in beiden Kategorien.
Daraufhin einigte sich Highsmith im Juli 2023 mit den Steelers auf eine Vertragsverlängerung um vier Jahre im Wert von 68 Millionen US-Dollar. So ging er auch in die Saison 2023 als Stammspieler in der Defense der Steelers. Am zweiten Spieltag konnte er beim 26:22-Sieg gegen die Cleveland Browns konnte er beim ersten Spielzug des Spiels einen Pass vom Quarterback der Browns, Deshaun Watson, intercepten und in die Endzone der Browns tragen, wodurch er seinen ersten Touchdown in der NFL erzielen konnte. Außerdem gelangen ihm in dem Spiel sieben Tackles sowie ein Sack an Watson. Für diese Leistung wurde er zum AFC Defensive Player of the Week gewählt. Beim 20:16-Sieg gegen die Tennessee Titans am 9. Spieltag gelangen ihm erstmals in der Saison zwei Sacks an einem Quarterback, dem Quarterback Will Levis. Beim 34:11-Sieg gegen die Cincinnati Bengals am konnte er erneut einen Pass intercepten, diesmal von Quarterback Jake Browning. Insgesamt beendete er die Regular Season so mit zwei Interceptions, wodurch er gemeinsam mit Patrick Peterson, Levi Wallace und Damontae Kazee die meisten aller Spieler der Steelers verzeichnete. Mit insgesamt sieben Sacks konnte er außerdem die zweitmeisten Sacks hinter TJ Watt erreichen. Mit insgesamt 10 Siegen aus 17 Spielen qualifizierten sich die Steelers erneut für die Playoffs. Dort trafen sie in der Wildcard-Runde auf die Buffalo Bills, schieden jedoch deutlich mit 17:31 aus. Highsmith kam in dem Spiel zum Einsatz und konnte insgesamt drei Tackles sowie einen Sack verzeichnen.

## Karrierestatistiken
| Legende | Legende            |
| ------- | ------------------ |
| Fett    | Karrierehöchstwert |

### Regular Season
| Saison                             | Team             | Spiele | Spiele  | Tackles | Tackles | Tackles | Tackles | Tackles | Interceptions | Interceptions | Interceptions | Interceptions | Interceptions | Interceptions | Fumbles | Fumbles | Fumbles |
| Saison                             | Team             | Gesamt | Starter | Gesamt  | Solo    | Assist  | Sack    | Safety  | PD            | Int           | Yards         | Avg           | Lang          | TD            | FF      | FR      | TD      |
| ---------------------------------- | ---------------- | ------ | ------- | ------- | ------- | ------- | ------- | ------- | ------------- | ------------- | ------------- | ------------- | ------------- | ------------- | ------- | ------- | ------- |
| 2020                               | Steelers         | 16     | 5       | 48      | 30      | 18      | 2,0     | 0       | 1             | 1             | 2             | 2,0           | 2             | 0             | 0       | 0       | 0       |
| 2021                               | Steelers         | 16     | 16      | 74      | 46      | 28      | 6,0     | 0       | 0             | 0             | 0             | 0,0           | 0             | 0             | 1       | 0       | 0       |
| 2022                               | Steelers         | 17     | 17      | 63      | 38      | 25      | 14,5    | 0       | 1             | 0             | 0             | 0,0           | 0             | 0             | 5       | 0       | 0       |
| 2023                               | Steelers         | 17     | 17      | 57      | 34      | 23      | 7,0     | 0       | 3             | 2             | 30            | 15,0          | 30            | 1             | 2       | 0       | 0       |
| Gesamte Karriere                   | Gesamte Karriere | 66     | 55      | 242     | 148     | 94      | 29,5    | 0       | 5             | 3             | 32            | 10,7          | 30            | 1             | 8       | 0       | 0       |
| Quelle: pro-football-reference.com |                  |        |         |         |         |         |         |         |               |               |               |               |               |               |         |         |         |

### Postseason
| Saison                             | Team             | Spiele | Spiele  | Tackles | Tackles | Tackles | Tackles | Tackles | Interceptions | Interceptions | Interceptions | Interceptions | Interceptions | Interceptions | Fumbles | Fumbles | Fumbles |
| Saison                             | Team             | Gesamt | Starter | Gesamt  | Solo    | Assist  | Sack    | Safety  | PD            | Int           | Yards         | Avg           | Lang          | TD            | FF      | FR      | TD      |
| ---------------------------------- | ---------------- | ------ | ------- | ------- | ------- | ------- | ------- | ------- | ------------- | ------------- | ------------- | ------------- | ------------- | ------------- | ------- | ------- | ------- |
| 2020                               | Steelers         | 1      | 1       | 2       | 1       | 1       | 0,0     | 0       | 0             | 0             | 0             | 0,0           | 0             | 0             | 0       | 0       | 0       |
| 2021                               | Steelers         | 1      | 1       | 3       | 2       | 1       | 1,0     | 0       | 0             | 0             | 0             | 0,0           | 0             | 0             | 0       | 0       | 0       |
| 2023                               | Steelers         | 1      | 1       | 3       | 2       | 1       | 1,0     | 0       | 0             | 0             | 0             | 0,0           | 0             | 0             | 0       | 0       | 0       |
| Gesamte Karriere                   | Gesamte Karriere | 3      | 3       | 8       | 3       | 3       | 2,0     | 0       | 0             | 0             | 0             | 0,0           | 0             | 0             | 0       | 0       | 0       |
| Quelle: pro-football-reference.com |                  |        |         |         |         |         |         |         |               |               |               |               |               |               |         |         |         |